# Чемпіонат СРСР з легкої атлетики 1968
Чемпіонат СРСР з легкої атлетики 1968 року серед дорослих був проведений в кілька етапів, основні з яких пройшли на високогір'ї у Вірменській РСР з метою підготовки радянських легкоатлетів до виступів на XIX літніх Олімпійських іграх в мексиканському Мехіко, розташованому на висоті 2240 метрів над рівнем моря.
Медалі основної частини (спринт, стрибки, метання, багатоборства) програми чемпіонату були розіграні 15-18 серпня в Ленінакані (1550 метрів над рівнем моря) на міському стадіоні. Людмила Самотьосова повторила рекорд світу та Європи (11,1) в бігу на 100 метрів в півфінальному забігу, а у фіналі чоловічої стометрівки Владислав Сапея повторив рекорд Європи та СРСР (10,0). Він же — проте на дистанції вдвічі довше та разом з Миколою Івановим — також встановив новий рекорд СРСР (20,5). Рекордами СРСР відзначились Рейн Аун та Антоніна Окорокова у десятиборстві (8026 очок) та стрибках у висоту (1,83 м) відповідно.
Навколо озера Севан (1900 метрів над рівнем моря) 12-13 серпня були проведені змагання у чоловіків зі спортивної ходьби на 20 та 50 кілометрів, а також з марафонського бігу.
21—22 серпня у Цагкадзорі (1800 метрів над рівнем моря) були визначені переможці в олімпійських дисциплінах бігу на середні та довгі дистанції (800 метрів — у жінок; 800, 1500, 5000, 10000 метрів, 3000 метрів з перешкодами — у чоловіків).
Чемпіонство з чотирьох неолімпійських на той час дисциплін (200 метрів з бар'єрами у чоловіків та жінок, 100 метрів з бар'єрами та 1500 метрів — у жінок) було визначено в Ялті в межах загальносоюзних змагань, присвячених XIX літнім Олімпійським іграм, що були проведені 12—14 жовтня на стадіоні «Авангард». В цих змаганнях брали участь по суті всі найсильніші радянські легкоатлети, за виключенням 72 спортсменів, що представляли легкоатлетичну збірну СРСР в Мехіко.
Крім цього, 24 лютого в Єсентуках був також проведений чемпіонат СРСР з кросу.

## Медалісти

### Чоловіки
| Дисципліни                  | Золото                                                                       | Золото       | Срібло                                                               | Срібло    | Бронза                                                                  | Бронза    |
| --------------------------- | ---------------------------------------------------------------------------- | ------------ | -------------------------------------------------------------------- | --------- | ----------------------------------------------------------------------- | --------- |
| 100 метрів                  | Владислав Сапея Гомель                                                       | 10,0 ER      | Євген Синяєв Москва                                                  | 10,1      | Микола Іванов Московська обл.                                           | 10,2      |
| 200 метрів                  | Микола Іванов Московська обл.                                                | 20,5 NR      | Владислав Сапея Гомель                                               | 20,5 NR   | Валентин Маслаков Мінськ                                                | 20,7      |
| 400 метрів                  | Борис Савчук Ленінград                                                       | 46,4         | Олександр Конніков Чимкент                                           | 46,9      | Олександр Братчиков Москва                                              | 47,0      |
| 800 метрів                  | Рейн Тьолп Таллінн                                                           | 1.49,1       | Ігор Потапченко Ленінград                                            | 1.49,3    | Ремір Митрофанов Ростов-на-Дону                                         | 1.50,0    |
| 1500 метрів                 | Михайло Желобовський Мінськ                                                  | 3.47,7       | Анатолій Верлан Кемерово                                             | 3.48,2    | Олег Райко Ленінград                                                    | 3.48,5    |
| 5000 метрів                 | Рашид Шарафетдинов Ленінград                                                 | 14.20,2      | Микола Пуклаков Чебоксари                                            | 14.37,4   | Юрій Алексашин Ленінград                                                | 14.38,6   |
| 10000 метрів                | Леонід Микитенко Алма-Ата                                                    | 29.59,0      | Микола Свиридов Воронеж                                              | 30.02,6   | Борис Єфімов Луганськ                                                   | 30.06,2   |
| 110 метрів з бар'єрами      | Олег Степаненко Москва                                                       | 13,8         | Віктор Баліхін Брест                                                 | 13,8      | Валентин Чистяков Москва                                                | 13,9      |
| 200 метрів з бар'єрами      | Калью Юркатамм Тарту                                                         | 23,1         |                                                                      |           |                                                                         |           |
| 400 метрів з бар'єрами      | В'ячеслав Скоморохов Луганськ                                                | 50,4         | Юрій Синеков Харків                                                  | 50,8      | Анатолій Казаков Москва                                                 | 51,1      |
| 3000 метрів з перешкодами   | Віктор Кудинський Київ                                                       | 8.49,6       | Лазар Народицький Ленінград                                          | 8.50,6    | Олександр Морозов Московська обл.                                       | 8.52,6    |
| 4х100 метрів                | Збройні Сили Едвін Озолін Валентин Маслаков Микола Іванов Леонід Мікішев     | 39,6         | Динамо Олексій Хлопотнов Євген Синяєв Сергій Абаліхін Гусман Косанов | 40,0      | Буревісник Олег Олександров Микола Політико Юрій Камаєв Владислав Сапея | 40,6      |
| 4х400 метрів                | Буревісник Олександр Іванов Анатолій Алексєєв Юрій Зорін Олександр Братчиков | 3.07,5       | Збройні Сили І                                                       | 3.08,8    | Збройні Сили ІІ                                                         | 3.10,2    |
| Марафон                     | Юрій Волков Кривий Ріг                                                       | 2:26.32,0    | Мухамед Шакіров                                                      | 2:28.43,0 | Анатолій Сухарьков Москва                                               | 2:28.46,0 |
| Ходьба 20 кілометрів (шосе) | Володимир Голубничий Суми                                                    | 1:33.30,4    | Геннадій Агапов Свердловськ                                          | 1:33.36,0 | Микола Смага Пенза                                                      | 1:33.45,0 |
| Ходьба 50 кілометрів (шосе) | Сергій Григор'єв Ленінград                                                   | 4:20.30,6    | Ігор Делла-Росса Ташкент                                             | 4:21.01,6 | Отто Барч Фрунзе                                                        | 4:21.56,4 |
| Стрибки у висоту            | Валерій Скворцов Москва                                                      | 2,18 м       | Віктор Большов Кишинів                                               | 2,16 м    | Рафік Амбарян Єреван                                                    | 2,12 м    |
| Стрибки з жердиною          | Геннадій Близнецов Харків                                                    | 5,12 м       | Олександр Малютін Московська обл.                                    | 5,00 м    | Василь Кошарний Ленінград                                               | 4,90 м    |
| Стрибки у довжину           | Ігор Тер-Ованесян Москва                                                     | 8,28 м       | Леонід Барковський Київ                                              | 7,91 м    | Тину Лепік Таллінн                                                      | 7,86 м    |
| Потрійний стрибок           | Віктор Санєєв Сухумі                                                         | 16,48 м      | Олександр Золотарьов Московська обл.                                 | 16,37 м   | Анатолій Кайнов Ленінград                                               | 16,31 м   |
| Штовхання ядра              | Едуард Гущин Московська обл.                                                 | 19,60 м      | Олександр Таммерт Тарту                                              | 18,18 м   | Рімантас Плунге Каунас                                                  | 17,62 м   |
| Метання диска               | В'ячеслав Светайло Ленінград                                                 | 58,74 м      | Вітаус Ярас Вільнюс                                                  | 58,48 м   | Гурам Гудашвилі Тбілісі                                                 | 58,42 м   |
| Метання молота              | Ромуальд Клім Мінськ                                                         | 72,72 м      | Геннадій Кондрашов Краснодар                                         | 69,56 м   | Анатолій Щупляков Гомель                                                | 68,56 м   |
| Метання списа               | Яніс Лусіс Рига                                                              | 91,10 м      | Вілніс Фельдманіс Рига                                               | 77,46 м   | Март Паама Тарту                                                        | 77,26 м   |
| Десятиборство               | Рейн Аун Тарту                                                               | 8026 очок NR | Яніс Ланка Рига                                                      | 7972 очки | Микола Авілов Одеса                                                     | 7905 очок |

### Жінки
| Дисципліни             | Золото                                                                | Золото    | Срібло                                                                          | Срібло    | Бронза                                                                  | Бронза    |
| ---------------------- | --------------------------------------------------------------------- | --------- | ------------------------------------------------------------------------------- | --------- | ----------------------------------------------------------------------- | --------- |
| 100 метрів             | Людмила Самотьосова Брянськ                                           | 11,3      | Людмила Голомазова Алма-Ата                                                     | 11,3      | Віра Попкова Челябінськ                                                 | 11,3      |
| 200 метрів             | Людмила Самотьосова Брянськ                                           | 23,2      | Віра Попкова Челябінськ                                                         | 23,3      | Людмила Голомазова Алма-Ата                                             | 23,5      |
| 400 метрів             | Наталія Бурда Саратов                                                 | 53,5      | Інгріда Вербеле Рига                                                            | 54,0      | Хелле Волмер Тарту                                                      | 54,6      |
| 800 метрів             | Лайне Ерік Тарту                                                      | 2.07,3    | Ганна Зіміна Московська обл.                                                    | 2.08,1    | Каталіна Продан Москва                                                  | 2.08,4    |
| 1500 метрів            | Людмила Брагіна Краснодар                                             | 4.21,0    |                                                                                 |           |                                                                         |           |
| 80 метрів з бар'єрами  | Тетяна Талишева Москва                                                | 10,6      | Людмила Ієвлєва Тбілісі                                                         | 10,6      | Галина Зарубіна Одеса                                                   | 10,7      |
| 100 метрів з бар'єрами | Галина Кузнєцова Ярославль                                            | 13,9      | Лія Хітріна Одеса                                                               | 14,0      | Наталія Супрун Москва                                                   | 14,0      |
| 200 метрів з бар'єрами | Роза Бабич Чирчик                                                     | 27,5      |                                                                                 |           |                                                                         |           |
| 4х100 метрів           | Буревісник Лілія Ткаченко Наталія Бурда Наталія Романова Віра Попкова | 44,9      | Динамо Олександра Древіна Людмила Голомазова Наталія Ніколаєва Галина Мітрохіна | 45,2      | Труд Галина Кулик Людмила Михайлова Людмила Самотьосова Людмила Жаркова | 45,3      |
| Стрибки у висоту       | Антоніна Окорокова Московська обл.                                    | 1,83 м NR | Валентина Козир Київ                                                            | 1,80 м    | Віра Грушкіна Ленінград                                                 | 1,78 м    |
| Стрибки у довжину      | Тетяна Талишева Москва                                                | 6,54 м    | Олена Ринга Рига                                                                | 6,46 м    | Надія Кройтер Челябінськ                                                | 6,34 м    |
| Штовхання ядра         | Надія Чижова Ленінград                                                | 17,90 м   | Ірина Солонцова Москва                                                          | 16,84 м   | Галина Зибіна Ленінград                                                 | 16,10 м   |
| Метання диска          | Людмила Муравйова Москва                                              | 57,56 м   | Тамара Данилова Пенза                                                           | 55,42 м   | Антоніна Попова Ленінград                                               | 54,96 м   |
| Метання списа          | Лідія Цимош Львів                                                     | 55,64 м   | Віра Савенкова Московська обл.                                                  | 52,96 м   | Олена Горчакова Москва                                                  | 52,58 м   |
| П'ятиборство           | Галина Соф'їна Московська обл.                                        | 5038 очок | Валентина Тихомирова Орел                                                       | 4991 очко | Галина Бистрова Горький                                                 | 4771 очко |

## Чемпіонат СРСР з кросу
Чемпіонат СРСР з кросу відбувся 24 лютого в Єсентуках.
Жодному з переможців минулого року не вдалося перемогти на цьому чемпіонаті.

### Чоловіки
| Дистанція     | Золото                            | Золото  | Срібло                      | Срібло  | Бронза                       | Бронза  |
| ------------- | --------------------------------- | ------- | --------------------------- | ------- | ---------------------------- | ------- |
| 5 кілометрів  | Рашид Шарафетдинов Ленінград      | 15.12,4 | Лазар Народицький Ленінград | 15.15,0 | Іван Шопша Краснодар         | 15.16,0 |
| 14 кілометрів | Анатолій Бєздєлов Московська обл. | 42.57,6 | Микола Свиридов Воронеж     | 43.10,0 | В'ячеслав Аланов Свердловськ | 43.12,0 |

### Жінки
| Дистанція   | Золото                    | Золото  | Срібло                     | Срібло  | Бронза                        | Бронза  |
| ----------- | ------------------------- | ------- | -------------------------- | ------- | ----------------------------- | ------- |
| 3 кілометри | Людмила Брагіна Краснодар | 10.12,4 | Тамара Бабінцева Ленінград | 10.19,4 | Лідія Жмурова Московська обл. | 10.33,0 |

## Медальний залік
Нижче представлений загальний медальний залік за підсумками всіх чемпіонатів СРСР 1968 року серед дорослих.
- В медальному заліку не враховувались медалі, отримані членами естафетних команд у чоловіків та жінок, оскільки естафетні команди формувались не за республіканським, а за відомчим принципом.
- В таблиці не враховані срібні та бронзові медалі в наступних дисциплінах: 200 метрів з бар'єрами у чоловіків та 1500 метрів і 200 метрів з бар'єрами у жінок.

| Місце | Команда        | Золото | Срібло | Бронза | Загалом |
| ----- | -------------- | ------ | ------ | ------ | ------- |
| 1     | РРФСР          | 11     | 13     | 10     | 34      |
| 2     | Ленінград      | 6      | 4      | 7      | 17      |
| 3     | УРСР           | 6      | 4      | 3      | 13      |
| 4     | Москва         | 6      | 2      | 7      | 15      |
| 5     | Естонська РСР  | 4      | 1      | 3      | 8       |
| 6     | Білоруська РСР | 3      | 2      | 2      | 7       |
| 7     | Латвійська РСР | 1      | 4      | 0      | 5       |
| 8     | Казахська РСР  | 1      | 2      | 1      | 4       |
| 9     | Грузинська РСР | 1      | 1      | 1      | 3       |
| 10    | Узбецька РСР   | 1      | 1      | 0      | 2       |
| 11    | Литовська РСР  | 0      | 1      | 1      | 2       |
| 12    | Таджицька РСР  | 0      | 1      | 0      | 1       |
| 12    | Молдавська РСР | 0      | 1      | 0      | 1       |
| 14    | Киргизька РСР  | 0      | 0      | 1      | 1       |
| 14    | Вірменська РСР | 0      | 0      | 1      | 1       |

## Командний залік
Основний чемпіонат 1968 року носив особистий характер — командний залік офіційно не визначався.
Одночасно з дорослим чемпіонатом СРСР з кросу проводився чемпіонат серед молоді — командний залік офіційно визначався на підставі загальних виступів дорослих та молоді.
| Місце | Команда       | Очки |
| ----- | ------------- | ---- |
| 1     | РРФСР         | 63   |
| 2     | Литовська РСР | 47   |
| 3     | УРСР          | 41   |